# Tony Cannavino
 (décembre 2009).
Tony Cannavino (né en 1953 à Montréal) est un policier, un syndicaliste et un homme politique québécois. Il a été candidat à la mairie de Gatineau lors des élections municipales du 1er novembre 2009. Il a été membre de plusieurs conseils d’administration dont celui de l’École nationale de police du Québec.

## Biographie

### Carrière policière et syndicale
En 1972, Cannavino devient policier et joint les rangs de la Sûreté du Québec. Il en reste membre jusqu’à sa retraite du monde policier en août 2008.
En 1973, à l'âge de 19 ans, il déménage à Hull, où il travaille comme patrouilleur et enquêteur. Au milieu des années 1990, il devient chef d’équipe à l'escouade Carcajou.
En 1996, il est élu président de l'Association des policières et policiers provinciaux du Québec (APPQ). 
Sur la scène nationale, il cofonde l'Association nationale de la police professionnelle.
Au tournant des années 2000, l'APPQ est reconnue pour les moyens de pression exercés lors de leur négociations avec le Gouvernement Lucien Bouchard. Le nom de Cannavino sera mentionné à plusieurs reprises lors de la Commission Poitras.
En 2003, Tony Cannavino est élu président de l'Association canadienne des policiers (ACP). À ce titre, il travaille étroitement avec des municipalités via la Fédération québécoise des municipalités (FQM), l'Union des municipalités du Québec et la Fédération canadienne des municipalités. Il quitte ses fonctions en août 2008.

### Politique
En 2009, il se lance en politique municipale et tente de se faire élire à la mairie de Gatineau lors des élections municipales québécoises de 2009,,. Il perd devant Marc Bureau.

### Famille
Tony Cannavino est marié depuis 35 ans[Quand ?] à Ginette Lavoie et a deux filles, Mélany et Valérie. La famille réside à Gatineau depuis 1972-1973.

## Honneurs et distinctions
En mai 2007, la gouverneure générale Michaëlle Jean remet à Tony Cannavino le titre de Commandeur de l'Ordre du mérite des corps policiers, honorant sa carrière de service exceptionnel et en hommage à son service méritoire exemplaire.